# Lespedeza speciosa
Lespedeza speciosa är en ärtväxtart som beskrevs av Carl Maximowicz. Lespedeza speciosa ingår i släktet Lespedeza och familjen ärtväxter. Inga underarter finns listade i Catalogue of Life.